# Fulco I van Anjou
Fulco I van Anjou (888 - 942), bijgenaamd Foulques le Roux (rode valk) was een zoon van Ingelgerius, mogelijk ook van Aelendis, en van Adelheid van Gâtinais, stamouders van het huis Anjou (Frans: Ingelgeriens). Hij bracht het grootste deel van zijn leven door met gevechten tegen de Vikingen.
Hij wordt voor het eerst genoemd in een oorkonde van april 886, daarna als burggraaf in een oorkonde van 29 september 898, ondertekend door burggraaf Hardrad van Tours. Hij krijgt daarbij van Robert van Parijs het burggraafschap van Angers en Tours overgedragen. De functie van graaf bracht mee dat het toegewezen grondgebied moest worden verdedigd tegen vijandelijke aanvallen.
In 907 veroverde hij Nantes, en liet zich vanaf 908 graaf van Nantes (en Anjou) noemen. In 909, na de dood van Alain de Grote, werd het burggraafschap Tours aan Thibaud de Oude gegeven, blijkt uit een oorkonde, en kreeg hij het graafschap Nantes, belast met de strijd tegen de Vikingen en Bretagne. Nantes werd in 914 ingenomen door de Vikingen en Fulco deed in 919 afstand van zijn rechten op het graafschap Nantes ten gunste van Bretagne. Hij behield de titel van graaf maar deze titel werd pas definitief erkend in 930, toen zijn heer Hugo de Grote het als zodanig kwalificeerde in een van zijn oorkonden.
Fulco kon zijn bezittingen rond Angers sterk uitbreiden en noemde zichzelf in 929 in een akte graaf van Anjou. Hij was ook lekenabt van Saint-Aubin te Angers en een tweede abdij die in aktes wordt vermeld als "Sancti Lizinni". Fulco is begraven in de kerk van Saint Martin te Châteauneuf.

## Huwelijk en kinderen
Fulco sloot een huwelijksovereenkomst met Roscilla, vrouwe van Loches, Villandry en Les Hayes, dochter van Garnier (Warnerius), heer van Loches en Tescende.
Uit dit huwelijk zijn geboren:
- Ingelgerius, 927 gesneuveld tegen de Vikingen
- Gwijde, bisschop van Soissons
- Fulco (909-958), gehuwd met Gerberga van Maine (913-952)
- Roscilla, gehuwd met Alain Barbetorte, graaf van Nantes en hertog van Bretagne.
- Adelheid, gehuwd met Wouter I van Amiens, Valois en Vexin